# Sembawang Rangers FC
El Sembawang Rangers FC fue un equipo de fútbol de Singapur que alguna vez jugó en la S.League, la liga de fútbol más importante del país.

## Historia
Fue fundado en el año 1996 en la ciudad de Yishun a raíz de la fusión de los equipos Gibraltar Crescent y Sembawang SC y fueron uno de los equipos fundadores de la S.League, en la cual quedaron de 7º lugar en su temporada inaugural. Nunca llegaron a disputar los primeros lugares de la S.League, mientras que en la copa su mejor participación fue llegar a los cuartos de final en la temporada 2002.
A nivel internacional iban a participar en un torneo continental, en la Recopa de la AFC 1999-2000, pero abandonaron el torneo en la primera ronda cuando iban a enfrentarse al Anyang LG Cheetahs de Corea del Sur.
El club desapareció al terminar la temporada 2003 luego de ser excluido de la S.League para la temporada siguiente.

## Participación en competiciones de la AFC
- Recopa de la AFC: 1 aparición

1999/2000 - abandonó el torneo en la Primera ronda